# محمد هیتماج
محمد هیتماج (فنلاندی: Mehmet Hetemaj؛ زادهٔ ۸ دسامبر ۱۹۸۷) بازیکن فوتبال اهل فنلاند است.
از باشگاه‌هایی که در آن بازی کرده‌است می‌توان به باشگاه فوتبال هلسینکی، باشگاه فوتبال رجینا، باشگاه فوتبال سینایوئن یالکاپالوکرهو، باشگاه فوتبال پانیونیوس، و باشگاه فوتبال مونتسا اشاره کرد.
وی همچنین در تیم‌های ملی فوتبال زیر ۲۱ سال فنلاند، فنلاند، و کوزوو بازی کرده‌است.